# Pistol Packin' Nitwits
Pistol Packin’ Nitwits è un cortometraggio del 1945 diretto da Edward Bernds con Harry Langdon.

## Trama
Harry e il professor Brendel, due ciarlatani, si introducono in un villaggio del West, nel cui saloon, gestito da Queenie, finiscono col trovare impiego.
Pete ricatta Queenie, e vuole costringerla a sposarlo in cambio del suo intervento finanziario per risollevare le sorti dell’impresa commerciale. Alla fine Jack riuscirà a trarre d’impaccio Queenie.